# Mikel Laboa Mancisidor
Mikel Laboa Mancisidor (Sant Sebastià, 15 de juny de 1934 - Sant Sebastià, 1 de desembre de 2008) fou un cantant, músic, poeta i compositor basc, rellevant dins del panorama musical per la seva capacitat d'unir la tradició literària i musical amb les recerques avantguardistes més agosarades.
Laboa va néixer el 15 de juny de 1934 a la localitat basca de Sant Sebastià, fill d'un regidor del PNB de l'Ajuntament de Sant Sebastià. La seva família es va veure obligada a fugir de Guipúscoa l'any 1936 a causa de l'avançament de les tropes colpistes franquistes cap a Sant Sebastià, refugiant-se durant nou mesos en un mas de Lekeitio (Biscaia). De retorn, l'any 1937, ingressà al col·legi dels maristes. L'any 1953 inicià els estudis de Medicina.
En el 1953, un disc d'Atahualpa Yupanqui que li regala un amic li revela la bellesa de la música sud-americana de caràcter popular, començant així a interpretar cançons d'aquest tipus.
L'any 1994 incorpora al seu disc 14 (té el costum de numerar els seus àlbums en lloc de posar-los títol) un poema de Salvador Espriu cantat en català ("Assentiré de grat").
L'11 de novembre de 2008 la Diputació Foral de Guipúscoa li concedí la Medalla d'Or de Guipúscoa per ser una de les icones més rellevants de la cultura basca. Dies després, el 29 de novembre, va rebre el Premi Encenall a càrrec de l'Associació Cultural l'Encenall de Lleida.
Morí la matinada de l'1 de desembre de 2008 a l'hospital Donostia de Sant Sebastià a l'edat de 74 anys, després d'estar-hi ingressat uns dies.
Juntament amb Benito Lertxundi és considerat un dels màxims exponents del moviment musical "Nova Cançó Basca".

## Discografia
- Lau herri kanta, 1964 (EP)
- Ursuako Kantak, 1966 (EP)
- Bertolt Brecht, 1969 (EP amb textos de Bertolt Brecht)
- Haika Mutil, 1969 (EP)
- Euskal Kanta Berria, 1972 (LP amb els seus EP anteriorment publicats)
- Bat-Hiru, 1974. (Doble LP. Considerat el millor disc basc de la història per la crítica)
- Lau-bost, 1980 (doble LP)
- 6 (Sei), 1985
- Lekeitioak, 1988 (recopilatori dels seus lekeitioak)
- 12 (Hamabi), 1989
- 14 (Hamalau), 1994
- Mikel Laboa Zuzenean, 1997 (disc en directe)
- Zuzenean II - Gernika, 2000 (disc en directe)
- 60ak+2, 2003 (recopilatori de les seues obres dels anys 60)
- Xoriek - 17, 2005
- Lekeitioak, 2007